# ミサイル空爆戦隊
『ミサイル空爆戦隊』（A Gathering of Eagles）は1963年のアメリカ合衆国の映画。
デルバート・マン監督の作品で、出演はロック・ハドソンなど。

## キャスト
| 役名                           | 俳優                     | 日本語吹き替え | 日本語吹き替え |
| 役名                           | 俳優                     | テレビ版1      | テレビ版2      |
| ------------------------------ | ------------------------ | -------------- | -------------- |
| ジェームズ・コールドウェル大佐 | ロック・ハドソン         | 細井重之       | 井上孝雄       |
| ホリス・ファー大佐             | ロッド・テイラー         | 外山高士       | 小林昭二       |
| ビクトリア・コールドウェル     | メリー・ピーチ           | 増山江威子     | 池田昌子       |
| ウィリアム・ファウラー大佐     | バリー・サリヴァン       | 高城淳一       | 千葉順二       |
| バニング軍曹                   | ロバート・ランシング     | 原田一夫       | 仁内達之       |
| ジョー・ガルシア大佐           | ヘンリー・シルヴァ       | 近石真介       | 青野武         |
| ラルフ・ジョスティン大佐       | リチャード・アンダーソン |                | 家弓家正       |
| カービー少将                   | ケビン・マッカーシー     | 久松保夫       | 有本欽隆       |
| ヒューイット大将               | リーフ・エリクソン       |                | 加藤正之       |
| ケムラー軍曹                   | リチャード・レポレ       |                | 納谷六朗       |
| ケムラー夫人                   | ルイーズ・フレッチャー   |                | 弥永和子       |
| ブルックス大佐                 | ワード・ラムゼイ         |                | 兼本新吾       |

- テレビ版1：初回放送1969年4月26日 NET『土曜映画劇場』
- テレビ版2：放送日1980年3月31日 テレビ神奈川

## スタッフ
- 監督：デルバート・マン
- 脚本：ロバート・ピロッシュ
- 製作：サイ・バートレット
- 撮影：ラッセル・ハーラン
- 美術：アレクサンダー・ゴリッツェン、ヘンリー・ハムステッド
- 音楽：ジェリー・ゴールドスミス
- 編集：ラッセル・F・シェーンガース